# Hammouda Sabbagh
Pour les articles homonymes, voir Sabbagh.
Hammouda Youssef Sabbagh (en arabe : حمودة يوسف صباغ), né le 10 février 1959 à Hassaké, est un homme politique syrien. Il est le président de l'Assemblée du peuple de Syrie du 28 septembre 2017 au 8 décembre 2024.

## Biographie
Hammouda (ou Hammoudé) Sabbagh naît à Hassaké, dans le nord-est de la Syrie, en 1959. Il fait partie d'une famille chrétienne syriaque. 
Il réalise une licence de droit, avant de s'engager en politique au sein du Parti Baas syrien, le parti au pouvoir, soutien d'Hafez el-Assad puis de son fils Bachar el-Assad. De nombreux chrétiens font alors le choix de soutenir le régime en place. 
Il devient député de l'Assemblée du peuple, Parlement monocaméral de la Syrie lors des élections législatives de 2012. Le 28 septembre 2017, il est élu président de l'Assemblée du peuple avec 193 voix sur 252. Il est le premier chrétien à occuper ce poste depuis Farès al-Khoury.